# Папужник бамбуковий
Папу́жник бамбуковий (Erythrura hyperythra) — вид горобцеподібних птахів родини астрильдових (Estrildidae). Мешкає в Південно-Східній Азії.

## Опис
Довжина птаха становить 10-11 см, враховуючи довгий хвіст, вага 14 г. У самців верхня частина тіла темно-зелена. Над дзьобом чорна смуга, лоб кобальтово-синій, обличчя, горло, решта нижньої частини тіла і надхвістя охристо-коричневі. Очі великі, темно-карі, дзьоб чорний, лапи світло-тілесного кольору. У самиць смуги над лобом і плями на лобі менш виражені або відсутні. Молоді птахи мають більш тьмяне забарвлення, синя пляма на лобі у них відсутня, а дзьоб жовтуватий з чорним кінчиком.

## Підвиди
Виділяють шість підвидів:
- E. h. brunneiventris (Ogilvie-Grant, 1894) — острови Лусон, Міндоро, Панай і Палаван;
- E. h. borneensis (Sharpe, 1889) — гори на півночі Калімантану;
- E. h. malayana (Robinson, 1928) — гори на півдні Малайського півострова;
- E. h. hyperythra (Reichenbach, 1862) — Ява;
- E. h. microrhyncha (Stresemann, 1931) — Сулавесі;
- E. h. intermedia (Hartert, EJO, 1896) — Малі Зондські острови (від Ломбока до Флореса).

## Поширення і екологія
Бамбукові папужники мешкають в Індонезії, Малайзії і на Філіппінах. Вони живуть у вологих гірських тропічних лісах, на узліссях і галявинах та у бамбукових заростях, на висоті від 1000 до 3000 м над рівнем моря. Зустрічаються поодинці або парами. Живляться насінням бамбука, а також інших рослин, під час гніздування іноді також комахами. 
Гніздування відбувається після завершення линьки, що припадає на початок сезону дощів. Пара птахів будує кулеподібне гніздо, яке робиться з  листя, трави і рослинних волокон. В кладці від 3-4 яйця. Інкубаційний період триває 14 днів, насиджують і самиці, і самці. Пташенята покидають гніздо через 23-26 днів після вилуплення. Батьки продовжують піклуватися про них ще 2 тижні. Пташенята набувають дорослого забарвлення у віці 4-6 місців, а набувають статевої зрілості у віці 8 місяців.